# Saliendo de la Estación de Atocha (novela)
Saliendo de la estación de Atocha (2011) es la primera novela del poeta y crítico estadounidense Ben Lerner . La obra fue galardonada con el premio Believer Book Award 2011. 

## Historia
El narrador en primera persona de la novela, Adam Gordon, es un joven poeta estadounidense que disfruta de una prestigiosa beca en Madrid en el año 2004. El objetivo declarado de su beca es escribir un largo poema narrativo que destaque el papel de la literatura en la Guerra Civil Española . Sin embargo, Gordon pasa su tiempo leyendo a Tolstoi, fumando porros y observándose a sí mismo observando su entorno. También busca relaciones románticas y sexuales con dos mujeres españolas, mintiéndoles a ellas y a otros para provocar simpatía y evitar responsabilidades. Por si esto fuera poco, le cuenta a varias personas que su madre ha muerto recientemente y suele relatar la experiencia de un amigo en un intento fallido de rescatar a una mujer ahogada, como si esta experiencia fuera suya. Gordon lucha contra la impostura y la ansiedad en un conflicto que marca su personalidad. 
Saliendo de la Estación de Atocha puede leerse como un Künstlerroman . Sin embargo, Lerner ha dicho de la misma: 
El protagonista no sufre inequívocamente una transformación dramática, por ejemplo, sino que la cuestión de la "transformación" queda abierta, y la gente parece tener sensaciones fuertes y distintas sobre si el narrador ha crecido o sigue siendo el mismo, si se trata de una una especie de historia sobre la mayoría de edad o si traza un año en la vida de un sociópata. 
La mencionada estación es la de Madrid Atocha .